# Josef Pecanka
Josef Pecanka (* 7. April 1925; † 28. Juli 2015) war ein österreichischer Fußball-, Hockey und Eishockeyspieler und Trainer und war unter anderem der persönliche Trainer von Hans Krankl.

## Leben
1939 trat Pecanka in den Post SV Wien ein und spielte für diesen Fußball und Landhockey. Er nahm an den Olympischen Spielen in London (1948) und Helsinki (1952) mit der Hockeynationalmannschaft teil, zudem gewann er insgesamt 23 österreichische Meistertitel mit dem Post SV. Seinen letzten Meistertitel gewann er im Alter von 43 Jahren. Parallel dazu spielte er beim Simmeringer AC erfolgreich in der obersten Spielklasse Fußball.
Später war er Ehrensektionsleiter des Post SV Landhockey und half, den Landhockeysport österreichweit populär zu machen.
In Hockeyspielberichten wird er als Pecanka I geführt, seine ebenfalls in dieser Sportart tätigen jüngeren Brüder Alois (* 1927; † 2018) als Pecanka II bzw. Robert (* 1930; † 2016) als Pecanka III. In Fußballspielberichten haben die beiden älteren beiden Brüder (ab 01/1954 spielten sie etwa gemeinsam bei Simmering) ebenfalls die Kennung Pecanka I (Josef) und Pecanka II (Alois).
Nach dem Zweiten Weltkrieg spielte er zusammen mit seinen Brüdern auch für die Eishockeymannschaft des Post SV, die später beim WAT Ottakring weiter bestand.
Pecanka war ab 1960 Jugendtrainer bei FK Austria Wien und wurde unter Trainer Béla Guttmann im März 1973 dessen Assistent. In der Saison 1973/74 stieg er zum Cheftrainer auf und errang mit der Austria den ÖFB-Cupsieg. Mit dem SK Rapid Wien konnte er diesen Erfolg im Spieljahr 1975/76 wiederholen.
Als Hockey-Nationaltrainer belegte er bei den Olympischen Spielen 1980 in Moskau mit dem österreichischen Damennationalteam den 5. Platz. Zwei Jahre später erreichte das männliche U21-Nationalteam bei der Hallen-Europameisterschaft in Wien die erste Goldmedaille. 1983 bei der A-Europameisterschaft in Amsterdam belegte das von ihm trainierte Herrenteam den 11. Platz. Auf nationaler Ebene gewann er mit dem Post-SV-Damenteam mehrere Staatsmeistertitel, bei den Herren gelang jeweils ein Titel in der Halle und ein Meistertitel 1982.
Josef Pecanka lebte mit seiner Ehefrau Eleonore in einer Gemeindebauwohnung in Ottakring. Er hatte zwei Töchter, Eleonore verh. Bendlinger und Brigitta verh. Sedy, und vier Enkel, Franz und Simon Bendlinger und Florian und Christian Sedy. Er wurde am Ottakringer Friedhof bestattet.

## Vereinsstationen

### Als Spieler
- Post SV Wien (bis 12/1953)
- 1. Simmeringer SC (01/1954–1959)
- Post SV Wien (Fußball, Hockey)
- Feldhockey-Nationalspieler

### Als Trainer
- First Vienna FC (1960–1968; Jugendtrainer)
- SK Rapid Wien (1968–1972; Jugendtrainer)
- First Vienna FC (1972–1973 Jugendtrainer)
- FK Austria Wien (1973–1975; Jugendtrainer)
- SK Rapid Wien (1975; Cheftrainer)
- FK Austria Wien (September 1975 bis 1976; Cheftrainer)
- SK Rapid Wien (1976–1979; Jugendtrainer)
- Österreichische Nationalteams im Damen-, Herren- und Junioren-Landhockey sowie Hallenhockey

## Erfolge als Trainer
- 2 × österreichischer Fußball-Pokalsieger: 1974 (Austria), 1976 (Rapid)
- 5. Platz bei den Olympischen Spielen 1980 Feldhockey Damen
- Hallenhockey-Europameister U21 1982
- Österreichischer Feldhockey-Meister Herren 1982
- Österreichischer Hallenhockey-Meister Herren 1974
- Österreichischer Feldhockey-Meister Damen 1980, 1960
- Österreichischer Hallenhockey-Meister Damen 1982, 1981, 1979, 1977, 1976

## Erfolge als Feldhockeyspieler
Teilnahmen an den
- 1948 Olympische Spiele London
- 1952 Olympische Spiele Helsinki
- 1980 Olympische Spiele Moskau (Trainer der Damennationalmannschaft Landhockey)

Meistertitel
- Österreichischer Meister Herren Feld: 1968, 1967, 1965, 1964, 1963, 1962, 1960, 1959, 1958, 1957, 1956, 1955, 1954, 1953, 1951
- Österreichischer Meister Herren Halle: 1966, 1965, 1964, 1963, 1962, 1961, 1959, 1958, 1951